# 利扬库尔福斯
利扬库尔福斯（法語：Liancourt-Fosse，法語發音：[ljɑ̃kuʁ fos]）是法国上法蘭西大區索姆省的一个市镇，属于蒙迪迪耶区。

## 地理
利扬库尔福斯（49°45'18"N, 2°48'56"E）面积6.44 平方千米，位于法国上法蘭西大區索姆省，该省份为法国北部沿海省份，北起加来海峡省和北部省，西接滨海塞纳省和大西洋英吉利海峡，南至瓦兹省，东临埃纳省。
与利扬库尔福斯接壤的市镇（或旧市镇、城区）包括：克雷姆里、埃塔隆、丰什-丰谢特、弗雷努瓦莱鲁瓦、阿唐库尔。
利扬库尔福斯的时区为UTC+01:00、UTC+02:00（夏令时）。

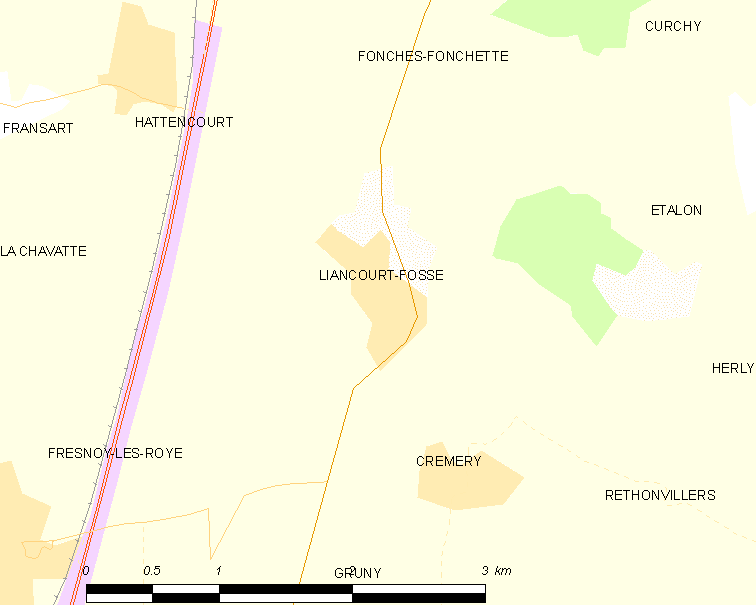
利扬库尔福斯的OSM定位图

## 行政
利扬库尔福斯的邮政编码为80700，INSEE市镇编码为80473。

## 政治
利扬库尔福斯所属的省级选区为鲁瓦县。

## 人口

1962-2008年间利扬库尔福斯人口变化图示

利扬库尔福斯于2022年1月1日时的人口数量为292人。